# 高境镇
高境镇是上海市宝山区下属的一个镇，地处宝山区东南部，紧邻杨浦区五角场街道和新江湾城街道、虹口区江湾镇街道、静安区临汾路街道，西与宝山区庙行镇相连，北与张庙街道、淞南镇接壤。面积7.1平方公里。总人口136882人（2015年），其中，常住户籍人口67080人（2015年）。

## 历史沿革
高境镇得名自元朝末年修建的高境庙。高境镇原为宝山县江湾乡的一部分，旧时南界今武进路、天目东路，随着上海城市扩展的进程南界不断向北移动，大片地区被并入虹口区、杨浦区、原闸北区等中心城区。1958年成立人民公社时南界北抬至广中路、东江湾路、体育会路。在20世纪70、80年代因适应上海中心城区面积的扩大，南界再次北抬，致江湾乡的主体脱离宝山县，改隶市中心的虹口区。留在宝山区的部分于1994年撤乡建镇，惟原江湾乡的主体（在虹口区的部分）已称作江湾镇（现江湾镇街道），于是以地境北部的古道观“高境庙”（现已拆除，原址在上海交通大学附属中学校园内）之名而改称高境镇。

## 经济
高境镇的前身江湾乡以供应市区的蔬菜种植为主要产业，而在传统手工业中，土布加工业曾经有“江湾稀”和“北套”等名目的特色布种。随着20世纪70年代以来大规模城市建设，高境镇的农业已消亡。现在，高境镇的支柱产业是房地产业，也是全宝山房地产发展中较受关注的区域之一。2015年，房地产业财政收入占全镇的比重为50%。然而，随着城市扩张进程的不断推进，该镇土地即将开发完毕，该镇政府预估到2018年房地产业将在该镇基本消失。现在，区、镇两级政府正试图在城市更新进程中将该镇建设为以科技服务业、信息产业、战略性新兴产业等为支柱的“科创小镇”，以期实现再一次的产业转型和升级。

## 交通
高境镇有宝山“南大门”的之说，随上海城市发展已纳入上海中心城区。该镇交通较便捷，共和新路高架（上海南北高架路北段）和逸仙高架路纵贯该镇的西部和中部地区。
轨道交通方面，镇域内，共有 █ 1号线-共康路站（与静安区交界处）、 █ 3号线-殷高西路站、长江南路站（与淞南镇交界处）三座投入运营的地铁站， █ 18号线-殷高路站（与杨浦区交界处）也正在建设中。规划中的 █ 19号线预计也会在该镇设站。
铁路方面，货运铁路南何支线、北杨支线均穿越本镇，对本镇的市内客运交通产生了一定的负面影响。

## 行政区划
高境镇下辖以下居委会：逸仙一村一居委会、逸仙一村二居委会、逸仙一村三居委会、逸仙一村五居委会、逸仙二村一居委会、逸仙二村二居委会、逸仙二村三居委会、逸仙二村五居委会、逸仙三村一居委会、高境一村一居委会、高境一村二居委会、高境二村一居委会、共和一二村居委会、共和三村居委会、共和八村居委会、共和十村居委会、共和十一村居委会、共和五村居委会、共和六村居委会、共和九村居委会、高境三村居委会、高境四村居委会、高境五村居委会、逸仙四村居委会。

## 教育
镇域内有各类学校19所（不含社会教育），其中上海市属学校1所、区管学校2所、镇管学校11所、民办学校5所。
市属学校
- 上海交通大学附属中学

区管学校
- 高境一中
- 上海教育学会宝山实验学校

镇管学校
- 高境三中
- 高境四中
- 江湾中心校
- 高境二小
- 高境三小
- 高境二幼
- 高境三幼
- 高境六幼
- 高境七幼
- 三花幼儿园
- 绿森林幼儿园

民办学校
- 同洲模范学校
- 贝贝马艺术幼儿园
- 徐悲鸿艺术幼儿园
- 小翰林幼儿园
- 七色花第二艺术幼儿园

社會教育
- 高境镇社区学校

## 文物遗址
高境镇境内有1处登记不可移动文物被列入了上海市第三次全国文物普查不可移动文物名录。
| 序号               | 名称             | 年代 | 公布日期   | 照片 |
| ------------------ | ---------------- | ---- | ---------- | ---- |
| 310113945190000068 | 高境庙纪念村牌坊 | 民国 | 2003.11.20 |      |